# 公子壮
公子壮（こうしそう、? - 紀元前305年）は、中国戦国時代の秦の公子。姓は嬴。恵文王の庶子で武王・昭襄王・公子雍・公子池・涇陽君（公子巿）・
高陵君（公子悝）らの異母兄弟。庶長の地位に就き、のちに昭襄王に対し庶長壮の乱、または季君の乱と呼ばれる反乱を起こした。
紀元前307年、秦の武王が崩御し、異母兄弟の公子稷が王位に就き昭襄王となった。これに不満を持った公子壮は自分同様に公子稷の即位に不満を持つ他の公子や大臣らの勢力を糾合し、紀元前305年に昭襄王に対して反乱を起こしたが昭襄王の母の宣太后の異母兄弟である魏冄によって鎮圧され、乱に加担した恵文后・公子雍らとともに公子壮は処断された。